# Ebersdorf (Niedersachsen)
Ebersdorf er en kommune med godt 1.050 indbyggere (2013) i Samtgemeinde Geestequelle i den nordlige del af Landkreis Rotenburg (Wümme), i den nordlige del af den tyske delstat Niedersachsen.

## Geografi
Ebersdorf ligger mellem Hamburg og Bremerhaven, ca. otte kilometer nordvest for Bremervörde.

### Inddeling
Ud over hovedbyen Ebersdorf hører landsbyerne Westerbeck og Neu Ebersdorf til kommunen.